# Pedogenese
Pedogenese (fra græsk pedo-, eller pedon, der betyder 'jord, jordbund,' og genesis, der betyder 'oprindelse, fødsel') (også kaldet jordbundsudvikling, jordbundsdannelse eller jordbundsgenese) er de jordbundsprofildannende processer, der reguleres af effekterne af placering, miljø og historie. Biogeokemiske processer både skaber og ødelægger orden (anisotropi) i jordbunden. Disse forandringer fører til udviklingen af lag, betegnet jordbundshorisonter, der er kendetegnet ved forskelle i farve, struktur og kemi. Disse egenskaber sker i mønstre af jordbundstype-fordeling, og dannes i respons til forskelle i jorddannende faktorer.
Pedogenese studeres som en del af pedologien.